# Буа-де-Е
Буа-де-Е (фр. Bois-de-Haye) — муніципалітет у Франції, у регіоні Гранд-Ест, департамент Мерт і Мозель. Буа-де-Е утворено 1 січня 2019 року шляхом злиття муніципалітетів Сексе-ле-Буа i Велен-ан-Е. Адміністративним центром муніципалітету є Велен-ан-Е. Населення — 2350 осіб (01.01.2021).